# Kevin McNaughton
Kevin Paul McNaughton (ur. 28 sierpnia 1982 w Dundee) – szkocki piłkarz występujący na pozycji obrońcy w Boltonie Wanderers, do którego jest wypożyczony z Cardiff City.